# 보은 경주이씨 효열각
보은 경주이씨 효열각(報恩 慶州李氏 孝烈閣)은 충청북도 보은군 탄부면 하장리에 있는 조선시대의 건축물이다. 2016년 4월 8일 충청북도 문화재자료로 지정되었다.

## 지정 사유
보은 경주이씨 효열각은 이창경(李昌慶), 이원경(李元慶), 이명경(李鳴慶) 등 3형제와 연안김씨(延安金氏), 창녕성씨(昌寧成氏) 등 경주이씨 문중 5인의 효행과 열행을 기리기 위해 1795년에 세운 정문이다.
인접한 도 유형문화재 제72호인 ‘이제현 초상(李齊賢 肖像)’, 기념물 제161호 보은 이제현 영당(報恩 李齊賢 影堂)과 더불어 조선시대 이거사족의 정착과 발전 과정을 잘 보여주는 연계 유적으로 의미가 있다.

## 같이 보기
- 이제현 초상 (수락영당본) (충청북도 유형문화재 제72호)
- 보은 이제현 영당 (충청북도 기념물 제161호)

## 참고 자료
- 보은 경주이씨 효열각 - 국가유산청 국가유산포털